# Порядок клювання

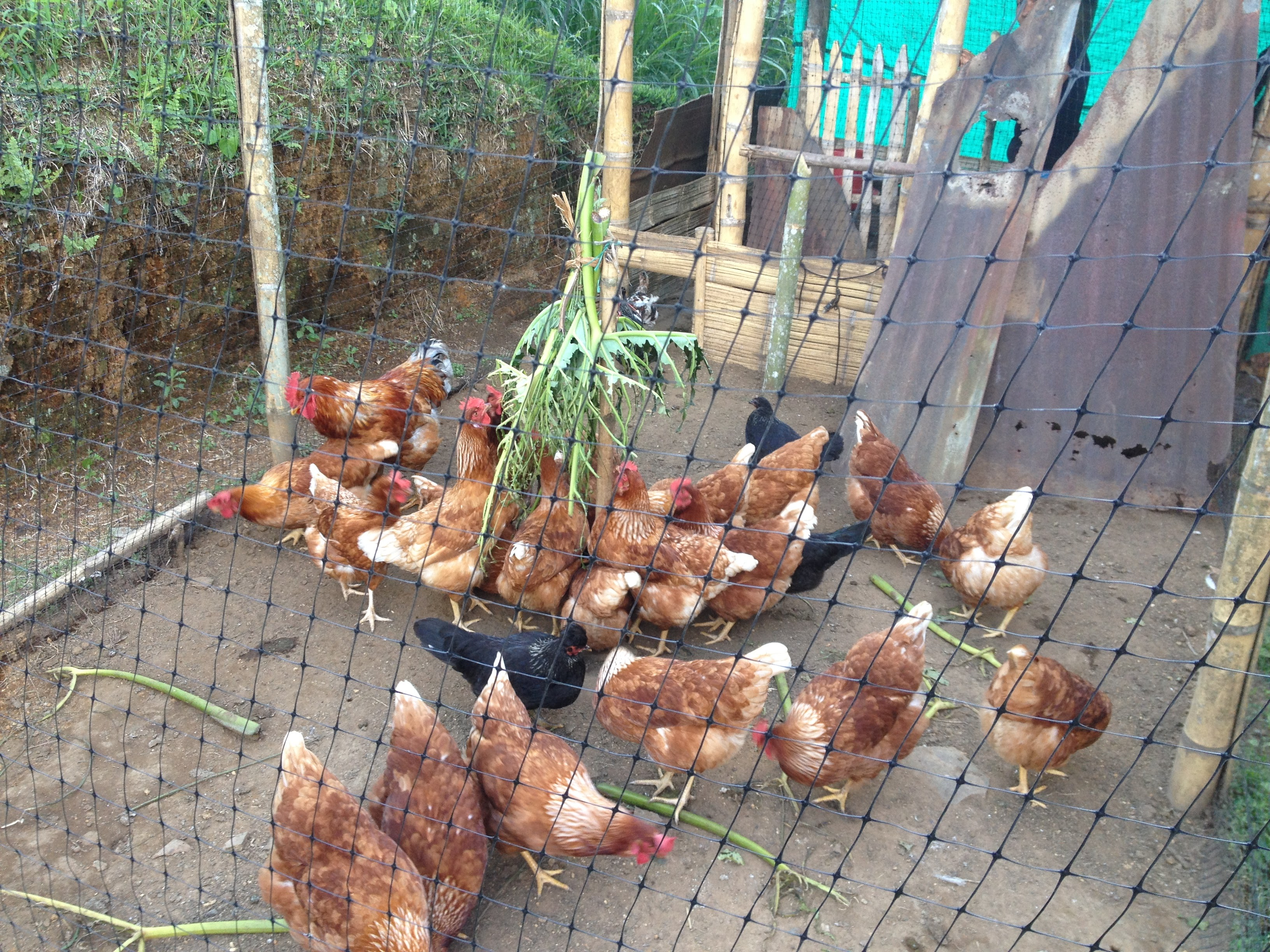
При знаходженні осередку їжі, її спочатку їсть верхівка з ієрархії

Порядок клювання (англ. pecking order) — приклад дослідженої ієрархії домінування у курей. Зазвичай, організовані у зграйки кури при утриманні у підсобному господарстві та при підлоговому утриманні на фермі мають стійку ієрархію у порядку харчування, особливо при знахідці поживної дефіцитної їжі; ця ж ієрархія може інколи відображатись на сідалі, якщо таке є у пташнику. Самоорганізація зграї таким чином знижує кількість агресивних сутичок, може втрачатися та поновлюватися членами зграйки як жестами, так і короткотривалими сутичками. Для означення такого типу домінування та соціальної організації в інших тварин часто використовується термін «ієрархія домінування». Поняття описано та введено Торлейфом Шельдерупом, (норв. Thorleif Schjelderup-Ebbe), норвезьким зоологом та порівняльним психологом у 1927 році.

## Суть
Курка рангу A клює їжу першою, рангу B — другою і т. д., причому порушення порядку клювання (наприклад, спроба курки рангу C клюнути зерна раніше курки рангу B) спиняються клювком у голову або тулуб порушника ієрархії.

## Стійкість
На фермах, при підлоговому утриманні, певна курка старається триматися своєї зграйки, і в разі, якщо працівник ферми переносить її в інше місце, курка намагається дістатися своєї групи знову. Порядок ієрархії зберігається при умові, що кури бачать одна одну. Так, при утриманні у групі, курка спроможна зазвичай запам'ятати до 50 особин, це звикання розвивається протягом 3-4 тижнів. Курка, відлучена від групи на декілька днів, легко впізнає знайомих особин, а через два тижні сприймає їх як чужих. Пташник (місце утримання) доросла курка пам'ятає до місяця, до 50 днів впізнає важко, зовсім забуває і поводиться незнайомо за 2 місяці.

## Форми
У великих груп курей лінійна ієрархія порушується, що призводить до утворення так званої трикутної ієрархії (англ. pecking triangle), коли курка, що займає домінуючу позицію по відношенню до другої, займає підпорядковане положення по відношенню до третьої, яка, зі свого боку, підкоряється другій курці.

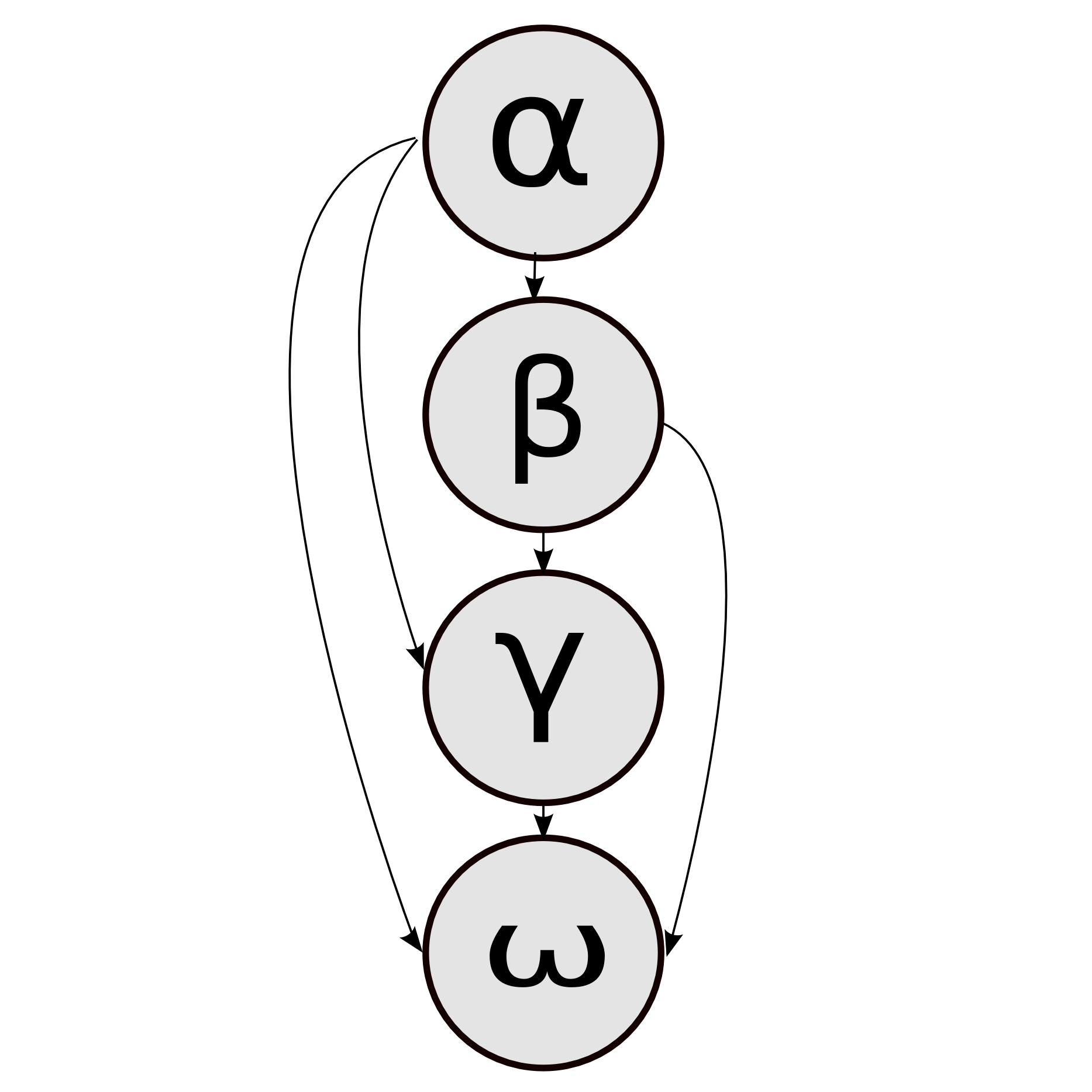
Лінійна ієрархія
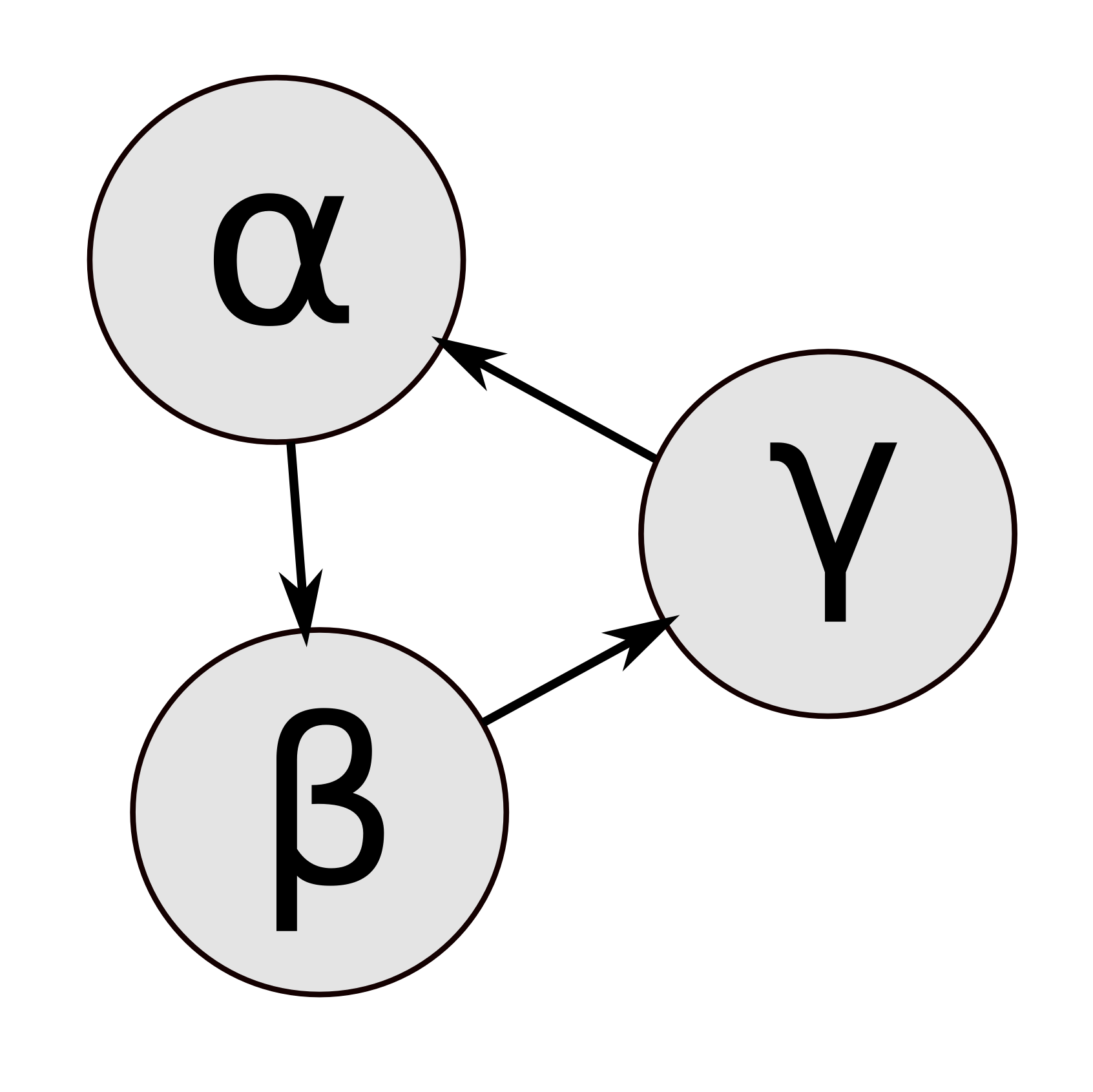
Трикутна (кільцева) ієрархія